# Il diavolo (Lev Tolstoj)
Il diavolo (in russo Дьявол?, D'javol) è un racconto dello scrittore Lev Tolstoj.

## Genesi dell'opera
L'autore compose una prima stesura del racconto nel novembre del 1889, mentre già stava lavorando alla Sonata a Kreutzer. In seguito (non si sa con certezza se nel 1890 o nel 1909) apportò alcune modifiche e aggiunse una variante del finale. La prima pubblicazione, senza la variante del finale, avvenne postuma, nel 1911 (a cura di Čertkòv).
Lo scrittore spiegò al suo biografo Birjukòv di aver alluso nell'opera alla relazione amorosa avuta in gioventù con Aksin'ja, una contadina di Jàsnaja Poljana. Egli si ispirò anche alla propria infatuazione, alla fine degli anni settanta, per la cuoca Donma, e soprattutto alla vicenda di un conoscente, giudice istruttore a Tula, che aveva assassinato l'amante contadina (difatti la prima stesura aveva come titolo Storia di Frideriks). Tolstoj fece leggere l'opera al figlio Lev junior (che gli aveva confidato di essere turbato da pensieri di donne), ma poi tenne il manoscritto nascosto alla moglie, dentro una poltrona. Sonja lo trovò nel maggio del 1909 e ne seguì una violenta lite coniugale.

## Trama
Evgenij Irtenev, un giovane di 26 anni, impiegato statale a San Pietroburgo, eredita dal padre una grande proprietà; ma talmente gravata da debiti che potrebbe essere opportuno rinunciare all'eredità. Decide infine di accettarla ritenendo che il patrimonio possa essere rimesso in sesto a patto di amministrare gli affari con intelligenza e oculatezza, e curando personalmente le colture. Evgenij si trasferisce pertanto in campagna con la madre, occupandosi dell'azienda con cura e passione.
In campagna, Evgenij sente il peso della forzata castità, la mancanza di rapporti sessuali con le donne, un problema che a San Pietroburgo aveva risolto col ricorso ad amori mercenari. Danila, un suo guardiano, gli presenta Stepanida, una contadina il cui marito vive e lavora in città. Evgenij e Stepanida non attribuiscono alcun significato sentimentale alla relazione: si incontrano diverse volte, e al termine di ciascun incontro Stepanida riceve un compenso in danaro.
Mar'ja Pavlovna, la madre di Evgenij, pensa che sia tempo che il figlio si sposi, preferibilmente con una ereditiera, una condizione utile per pagare i debiti. Evgenij è invece disgustato dall'idea che il matrimonio possa essere un mezzo per sistemare gli affari; si innamora poi di Liza Annenskaja, una ragazza borghese non ricca, tronca la relazione con Stepanida e sposa Liza.
Dopo un anno di matrimonio, Liza assume due contadine per aiutarla nelle pulizie. Quando Evgenij si accorge che una di loro è Stepanida, sente riaccendere la passione, teme di non riuscire a resistere e decide che Stepanida debba essere mandata via. Più tardi Liza, che aspetta un bambino, cade: non si ha interruzione della gravidanza, ma Liza ha bisogno di cure. Evgenij decide di accompagnare Liza a Jalta, in Crimea, sia per accudire la moglie che per allontanarsi da Stepanida. I due coniugi ritornano a casa dopo che Liza ha dato alla luce una bambina. Evgenij stesso pensa di essere finalmente appagato: è felice in famiglia, le prospettive finanziarie stanno diventando buone, è stimato in paese (viene eletto allo zemstvo).
Evgenij rivede Stepanida per caso, mentre la donna sta ballando durante una festa paesana. Pur rendendosi conto che, essendo ormai sposato, una relazione con Stepanida sarebbe causa di scandalo in paese e di dolore in famiglia, Evgenij, attratto da Stepanida, cerca di riallacciare i rapporti con lei. Si rende conto tuttavia di non essere più in grado di agire autonomamente; pensa infatti di Stepanida: "Lei è un diavolo. Un vero diavolo. Sono posseduto, contro la mia volontà. Ho solo due scelte: uccidere mia moglie oppure uccidere lei". Evgenij sceglie poi per una terza opzione, quella di uccidersi con un colpo di pistola alla tempia. I suoi familiari non riusciranno a capire il perché del suicidio: pur essendo evidentemente tormentato, Evgenij non si confidava con nessuno.
Nella versione alternativa del finale, Evgenij uccide Stepanida con una pistola; viene processato, condannato a una pena mite, ma "tornò a casa che era ormai un alcolizzato cronico, privo di volontà".
In entrambi i finali, la conclusione del racconto è la medesima:
E in effetti, se Evgenij Irtenev era un malato di mente, allora lo siamo tutti, e in particolar modo quelle persone che vedono negli altri i segni di una pazzia che non arrivano a scorgere in se stesse.»
(Lev Tolstoj, Il diavolo, Cap. XXI e Variante di finale, traduzione di Silvia Sichel, Antella: Passigli, 2005, ISBN 88-368-0908-1)

## Edizioni
- Posmertnye chudožestvennye proizvedenija L'va Nikolaeviča Tolstogo pod redaktsiej V.G. Čertkova (Opere artistiche postume di Lev Nikolàevič Tolstòj, a cura di V.G. Čertkov), Mosca: ed. A.L. Tolstaja, tomo I, 1911 (senza la variante di finale, la cui esistenza era ignota al curatore Čertkov).
- Lev Nikolàevič Tolstòj, Polnoe sobranie sočinenii v 90 tomach (Opere complete in 90 volumi), Vol. 37, Mosca, 1940 (contiene la variante di finale)

### Traduzioni italiane
- Il diavolo: opera postuma; traduzione dal testo originale russo e introduzione a cura di Enrico Damiani, Firenze: Vallecchi, 1923
- Il diavolo: romanzo; traduzione dal russo di Sergio Balakoucioff, Milano: Bietti, stampa 1932
- Racconti: La morte di Ivan Il'ic; La sonata a Kreutzer; Il diavolo; Padre Sergio; introduzione di Leonida Gancikov; traduzioni a cura della Duchessa d'Andria e di Lucetta Negarville Minucci, Torino: UTET, 1962
- Il diavolo e altri racconti; traduzione dal russo e postfazione di Gianlorenzo Pacini, Roma: E/O, 1990, ISBN 88-7641-086-4
- Il diavolo: maschio e sesso tra natura e cultura; traduzione e presentazione di Anna Maria Capponi Glouchtchenko, Bussolengo: Demetra, 1994, ISBN 88-7122-462-0
- Il diavolo; traduzione di Corrado Alvaro, Milano: SE, 1998, ISBN 88-7710-404-X
- Il diavolo; traduzione e note di Silvia Sichel, Antella, [Bagno a Ripoli]: Passigli, 2005, ISBN 88-368-0908-1
- Lev Tolstoj, Il diavolo, in Tutti i racconti, traduzione di Igor Sibaldi, Milano, Arnoldo Mondadori Editore, 2006,  pp. 1128-1190, ISBN 88-04-55518-1.